# Aleix García (canottiere)
Aleix García Pujolar (Gerona, 19 giugno 2000) è un canottiere spagnolo.

## Biografia
Agli europei di Monao di Baviera 2022 ha vinto la medaglia d'argento nel due di coppia con Rodrigo Conde, terminando dietro all'imbarcazione croata dei fratelli Martin e Valent Sinković.
Ai mondiali di Račice 2022  è salito nuovamente sul secondo gradino del podio con Rodrigo Conde, questa volta alle spalle dei francesi Hugo Boucheron e Matthieu Androdias.

## Palmarès
- Mondiali

Račice 2022: argento nel due di coppia;
- Europei

Monao di Baviera 2022: argento nel due di coppia;